# Let's Go! Dream Team
Let's Go! Dream Team 2 (hangul= 출발 드림팀 시즌2, hanja=  出發 드림팀 시즌2), es un espectáculo de variedades de Corea del Sur transmitido del 13 de septiembre de 2009 al 29 de mayo del 2016 por medio de la cadena KBS2. 

## Formato
Antes del evento principal los miembros del elenco realizan un juego de servicio para la audiencia, para demostrarles su aprecio a los fanáticos que asisten a los juegos. Los miembros eligen a un compañero, el cual puede ser su mánager, un miembro del personal, alguno de los doctores del equipo o un miembro de la audiencia. El juego usualmente se realiza entre los miembros del "Dream Team", sin embargo también pueden jugar los miembros del equipo contrario, el equipo que pierde paga todos los bocadillos de los fanáticos, sin embargo en ocasiones los miembros continúan el juego hasta que sólo un miembro del equipo sea elegido.
Entre algunas de las actividades del evento principal se encuentran: "General Obstacle Race" y el "Ironman Obstacle Race".
El eslogan del inicio del programa fue "The legend of ten years! A split second win!" (10년의 신화! 1초의 승부!).
Mientras que el eslogan del final fue "To build a society where everyone does his or her best and accepts the results as they are!" (승리를 위해 최선을 다하고 결과에 승복할 줄 하는 사회를 만들기 위해!).

### Wild Card
Antes del evento principal, cada equipo selecciona a un miembro para que participe en cada uno de los obstáculos. El equipo que obtenga el tiempo más rápido y la menor cantidad de eliminaciones recibe tres comodines, mientras que el otro equipo únicamente recibe dos, en caso de que ambos equipos obtienen el mismo número de eliminaciones, entonces el equipo con el tiempo más rápido gana.

## Miembros

### Women (Dream Team)
| Artista     | No. de Episodios                              | Victorias | Duración    |
| ----------- | --------------------------------------------- | --------- | ----------- |
| Soyul       | -                                             | 6         | -           |
| Bora        | 44, 53, 55, 71, 74, 77, 86, 92, 166, 182, 188 | 5         | 2010 - 2013 |
| Krystal     | 22, 29, 32, 55                                | 5         | 2010 - 2011 |
| Jisoo       | -                                             | 2         | -           |
| Lee Pa-ni   | -                                             | 2         | -           |
| Kim Jung-ah | -                                             | 2         | -           |
| Sori        | -                                             | 1         | -           |
| Dana        | -                                             | 1         | -           |
| Kim Ji-won  | -                                             | 1         | -           |

### Men (Dream Team)
| Artista         | No. de Episodios                            | Victorias | Duración          |
| --------------- | ------------------------------------------- | --------- | ----------------- |
| Ricky Kim       | -                                           | 23        | 2009 - 2016       |
| Choi Seong-jo   | -                                           | 11        | -                 |
| Choi Min-ho     | -                                           | 10        | 2009 - 2012, 2013 |
| Sangchu         | -                                           | 10        | -                 |
| Kwon Tae-ho     | -                                           | 7         | -                 |
| Feeldog         | -                                           | -         | 2013 - 2015       |
| Park Jae-min    | -                                           | 5         | 2011 - 2012       |
| Kim Dong-jun    | -                                           | 4         | 2010 - 2015       |
| Lee Sang-hoon   | -                                           | 4         | 2013 - 2014       |
| Kim Byung-man   | -                                           | 4         | -                 |
| Lee Sang-ho     | -                                           | 4         | -                 |
| Eunhyuk         | -                                           | 3         | 2009 - 2011       |
| Lee Jun-ho      | -                                           | 3         | 2009 - 2010       |
| Hwang Chan-sung | -                                           | 3         | 2011, 2015        |
| Lee Min-hyuk    | 146, 159, 191, 194, 196, 218, 219, 224, 260 | 2         | 2013 - 2015       |
| Lee Hyun        | -                                           | 2         | 2010              |
| Brian Joo       | -                                           | 2         | 2010              |
| Danny Ahn       | -                                           | 1         | 2009 - 2010       |
| Lee Sang-min    | -                                           | 1         | -                 |
| Yeo Hoon-min    | -                                           | 1         | 2014              |
| Lee Tae-min     | -                                           | -         | 2010              |
| Jo Sung-mo      | -                                           | -         | 2009 - 2014       |
| Jung Suk-won    | -                                           | -         | 2009              |
| Shorry          | -                                           | -         | -                 |
| Jeong Jin-woon  | -                                           | -         | 2015              |
| Heo Kyung-hwan  | -                                           | -         | -                 |
| Lee Ju-hyeon    | -                                           | -         | -                 |
| Lee Seung-yoon  | -                                           | -         | -                 |
| Kim Dong-sung   | -                                           | -         | -                 |
| Kangnam         | -                                           | -         | -                 |
| Agia            | -                                           | -         | -                 |

## Episodios
El programa estuvo conformada por 2 temporadas y emitió 300 episodios con regularidad todos los domingos, cada episodio duró 1 hora con 10 minutos (70 minutos).
La primera temporada del programa fue transmitida de 1999 hasta el 2003, el episodio piloto de la segunda temporada fue emitido el 13 de septiembre del 2009 y fue titulado "Let's Go Dream Team 2 - Green Team Go!", posteriormente el programa regresó a sus transmisiones el 25 de octubre del mismo año y su última emisión fue el 29 de mayo del 2016.

## Premios y nominaciones
| Año  | Categoría                                              | Premio                    | Nominado (a) | Resultado |
| ---- | ------------------------------------------------------ | ------------------------- | ------------ | --------- |
| 2013 | Actively Helped The Campaign From The 17th To The 22nd | 2013 Visit Korea Campaign | -            | Ganó      |

## Producción
El programa contó con el productor Jeon Jin Hak, así como con Kwon Yong Taek, Lee Dong Hoon, Kim Sung Min, Kim Jin Hwan y Lee Tae Heon.
Así como con los escritores Kim Ki Ryun, Yoon Young Kyeong, Lee Hyo Jung, Kim Hye Jung, Ju Ri Ra, Baek Ju Yeon, Park Mi Kyeong, Kang Eun Ji e Im Ju Ri.
También contó con los doctores Yoon Hyun Seok (durante los episodios 1-103) y Jeon Byeong Chul (a partir del episodio 104).
Otros miembros de la producción fueron hin Ji Woong, Kim Hye Jin y Lee Won Joon.
El programa fue distribuido por la KBS World, KBS Joy, KBS N Sports, Comedy TV y QTV.